# HD 18970
HD 18970 (k Persei) é uma estrela na direção da Perseus. Possui uma ascensão reta de 03h 05m 32.43s e uma declinação de +56° 42′ 20.0″. Sua magnitude aparente é igual a 4.77. Considerando sua distância de 204 anos-luz em relação à Terra, sua magnitude absoluta é igual a −0.97. Pertence à classe espectral K0II-III.